# LP Chile Colina Open 2022
L'LP Chile Colina Open 2022 è stato un torneo femminile di tennis giocato sui campi in terra rossa. È stata la 5ª edizione del torneo, la prima facente parte della categoria WTA 125 nell'ambito del WTA Challenger Tour 2022. Si è giocato all' Hacienda Chicureo Club di Colina in Cile dal 7 al 13 novembre 2022.

## Partecipanti al singolare

### Teste di serie
| Nazionalità   | Giocatrice                  | Ranking* | Testa di serie |
| ------------- | --------------------------- | -------- | -------------- |
| Egitto        | Mayar Sherif                | 51       | 1              |
| Montenegro    | Danka Kovinić               | 79       | 2              |
| Austria       | Julia Grabher               | 84       | 3              |
| Slovenia      | Tamara Zidanšek             | 87       | 4              |
| Italia        | Sara Errani                 | 104      | 5              |
| Corea del Sud | Jang Su-jeong               | 116      | 6              |
| Andorra       | Victoria Jiménez Kasintseva | 124      | 7              |
| Stati Uniti   | Emma Navarro                | 136      | 8              |

* Ranking al 31 ottobre 2022.

### Altre partecipanti
Le seguenti giocatrici hanno ricevuto una wild card per il tabellone principale:
- Fernanda Astete
- Tímea Babos
- Fernanda Labraña
- Daniela Seguel
- Mayar Sherif

Le seguenti giocatrici sono passate dalle qualificazioni:
- Yvonne Cavallé Reimers
- Bethanie Mattek-Sands
- Lena Papadakis
- Diana Šnaider

### Ritiri
Prima del torneo
- Réka Luca Jani → sostituita da  Caroline Dolehide
- Anna Kalinskaja → sostituita da  Yuki Naito
- Elizabeth Mandlik → sostituita da  Dar'ja Astachova
- Kristina Mladenovic → sostituita da  İpek Öz
- Camila Osorio → sostituita da  Rosa Vicens Mas
- Chloé Paquet → sostituita da  Carole Monnet
- Katrina Scott → sostituita da  Sára Bejlek

## Partecipanti al doppio

### Teste di serie
| Nazione   | Giocatrice    | Nazione     | Giocatrice         | Rank1 | Seed |
| --------- | ------------- | ----------- | ------------------ | ----- | ---- |
|           | Jana Sizikova | Indonesia   | Aldila Sutjiadi    | 104   | 1    |
| Egitto    | Mayar Sherif  | Slovenia    | Tamara Zidanšek    | 158   | 2    |
| Ungheria  | Tímea Babos   | Georgia     | Ekaterine Gorgodze | 174   | 3    |
| Venezuela | Andrea Gámiz  | Paesi Bassi | Eva Vedder         | 211   | 4    |

* Ranking al 31 ottobre 2022.

### Altre partecipanti
La seguente coppia di giocatrici ha ricevuto una wild card per il tabellone principale:
- Fernanda Labraña /  Daniela Seguel

La seguente coppia è entrata in tabellone con il ranking protetto:
- Quinn Gleason /  Elixane Lechemia

## Campionesse

### Singolare
Mayar Sherif ha sconfitto in finale  Kateryna Baindl con il punteggio di 3-6, 7-6(3), 7-5.

### Doppio
Jana Sizikova /  Aldila Sutjiadi hanno sconfitto in finale  Mayar Sherif /  Tamara Zidanšek con il punteggio di 6-1, 3-6, [10-7].